# Children's Corner

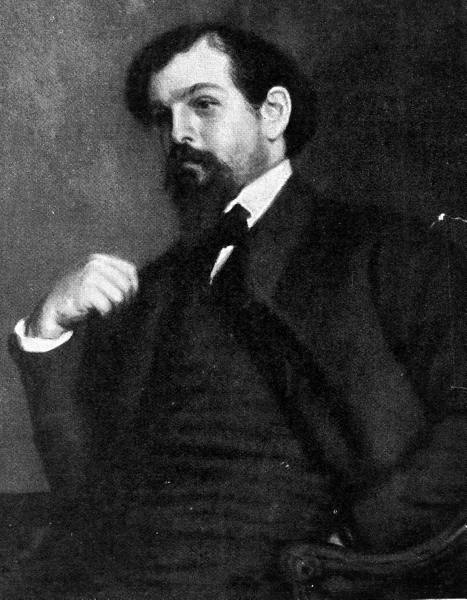
Claude Debussy el 1909.

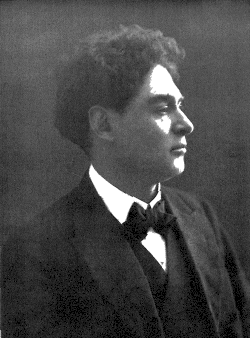
Harold Bauer, pianista britànic que va estrenar aquesta suite el 18 de desembre de 1908.

Children's corner (El racó dels nens) és una suite per a piano solo del compositor impressionista francès Claude Debussy. Dedicada a la seva filla Claude-Emma (ChouChou) i la seva cuidadora anglesa, Miss Doll, va ser estrenada a París el 18 de desembre de 1908 pel pianista Harold Bauer. Temps després, el 25 de març de 1911, hi va ser estrenada una versió orquestral d'André Caplet.

## Parts
L'obra consta de sis parts:
1. Doctor Gradus ad Parnassum (homenatge a l'estudi per a piano de Muzio Clementi i única peça amb títol diferent de l'anglès, perquè està en llatí).
2. Jimbo's Lullaby (Cançó de bressol per a l'elefant Jumbo, en català).[2]
3. Serenade for the Doll (Serenata per a la nina, en català).[2]
4. The Snow Is Dancing (peça que evoca la monònota caiguda de la neu).[3]
5. The Little Shepherd.
6. Golliwogg's Cakewalk (El passeig del pastís de Golliwogg, en català.[2] Aquesta peça té una petita al·lusió a l'òpera Tristany i Isolda de Wagner, així com a la música dels esclaus negres dels EUA).[4]